# Ctònids
Chthoniidae és una família d'aràcnids pertanyent a l'ordre Pseudoscorpionida, a la superfamília Chthonioidea. La família conté més de 600 espècies en uns 30 gèneres.
Es coneixen tres espècies fòssils en l'ambre del mar Bàltic i en la República Dominicana.

## Gèneres
Gèneres de la família Chthoniidae:
- Afrochthonius Beier, 1930 — Africa, Sri Lanka
- Allochthonius J. C. Chamberlin, 1929 — Japó, Corea
- Aphrastochthonius J. C. Chamberlin, 1962 — Mèxic, sor US, Guatemala, Cuba
- Apochthonius J. C. Chamberlin, 1929 — Amèrica del Nord
- Austrochthonius J. C. Chamberlin, 1929 — Sud-amèrica, Austràlia, Nova Zelanda
- Caribchthonius Muchmore, 1976 — Carib
- Centrochthonius Beier, 1931 — Rússia, Xina, Tibet, Índia, Nepal
- Chiliochthonius Vitali-di Castri, 1975 — Xile
- Chthonius C. L. Koch, 1843 — Europa a l'Iran, Nord d'Àfrica, Illes Balears, USA;
- Congochthonius Beier, 1959 — Zaire
- Drepanochthonius Beier, 1964 — Xile
- Francochthonius Vitali-di Castri, 1975 — Xile
- Kleptochthonius J. C. Chamberlin, 1949 — USA
- Lagynochthonius Beier, 1951 — Australasia, Africa
- Malcolmochthonius Benedict, 1978 — USA
- Maorichthonius J. C. Chamberlin, 1925 — Nova Zelanda
- Mexichthonius Muchmore, 1975 — Mèxic, Texas
- Mundochthonius J. C. Chamberlin, 1929 — Euràsia, Dominican Republic, Nord Amèrica
- Neochthonius J. C. Chamberlin, 1929 — Califòrnia, Romania (?)
- Paraliochthonius Beier, 1956 — Europa, Africa, Florida,
- Pseudochthonius Balzan, 1892 — Sud, Centreamèrica, Africa
- Pseudotyrannochthonius Beier, 1930 — Austràlia, Japó, Corea, USA, Xile
- Sathrochthoniella Beier, 1967 — Nova Zelanda
- Sathrochthonius J. C. Chamberlin, 1962 — Austràlia to Nova Caledònia, Sud- America
- Selachochthonius J. C. Chamberlin, 1929 — sud Africa
- Spelyngochthonius Beier, 1955 — Sardenya, Espanya, França
- Stygiochthonius Carabajal Marquez, Garcia Carrillo & Rodriguez Fernandez, 2001 — Espanya
- Troglochthonius Beier, 1939 — Itàlia, Iugoslàvia
- Tyrannochthoniella Beier, 1966 — Nova Zelanda
- Tyrannochthonius J. C. Chamberlin, 1929 — de Brasil a sud d'USA, Australasia, Africa, Hawaii
- Vulcanochthonius Muchmore, 2000 — Hawaii